# Стохід (заказник, Камінь-Каширський район)
Стохі́д — ландшафтний заказник загальнодержавного значення в Україні. Розташований у межах Камінь-Каширської міської громади та Маневицької селищної громади Камінь-Каширського району Волинської області. 
Площа 4420 га. Оголошений згідно з указом Президента України від № 1341/98 від 09.12.1998 року. Перебуває у віданні ДП «Волинський військовий лісгосп»: Бережницьке лісництво, кв. 1, 4, 6, 10, 14, 22, 30, 44, 49, 53, 55-57, Бахівське лісництво, кв. 14, 24, кв. 33, вид. 31-47, кв. 34, 44, 45, 55, СВК «Стохід» с. Боровне, СВК «Новочервищанський» с. Нові Червища, СВК «Україна», с. Великий Обзир, СВК «Дружба» с. Тоболи. 
Територія заказника простягається вздовж річки Стохід, між селами Стобихва і Старі Червища. Під охороною — унікальний природний комплекс у заплаві Стоходу. Включає саму річку, десятки її рукавів, заплавні ліси, а також прибережні ліси на терасах. Серед лісових низькобонітетних насаджень переважає вільха чорна, сосна звичайна, а серед трав'яної рослинності боліт — осока, очерет звичайний. 
З рослин трапляються плаун річний, з тварин: махаон, лелека чорний, змієїд, скигляк (підорлик) малий, журавель сірий, пугач, кутора мала, горностай, видра річкова, занесені до Червоної книги України, а також деркач, занесений до Європейського червоного списку. Через територію заказника пролягають шляхи масових міграцій птахів, яких тут щорічно пролітає до 50 тисяч. Ця територія віднесена до водно-болотяних угідь міжнародного значення як місце оселення водоплавних птахів.

## Галерея

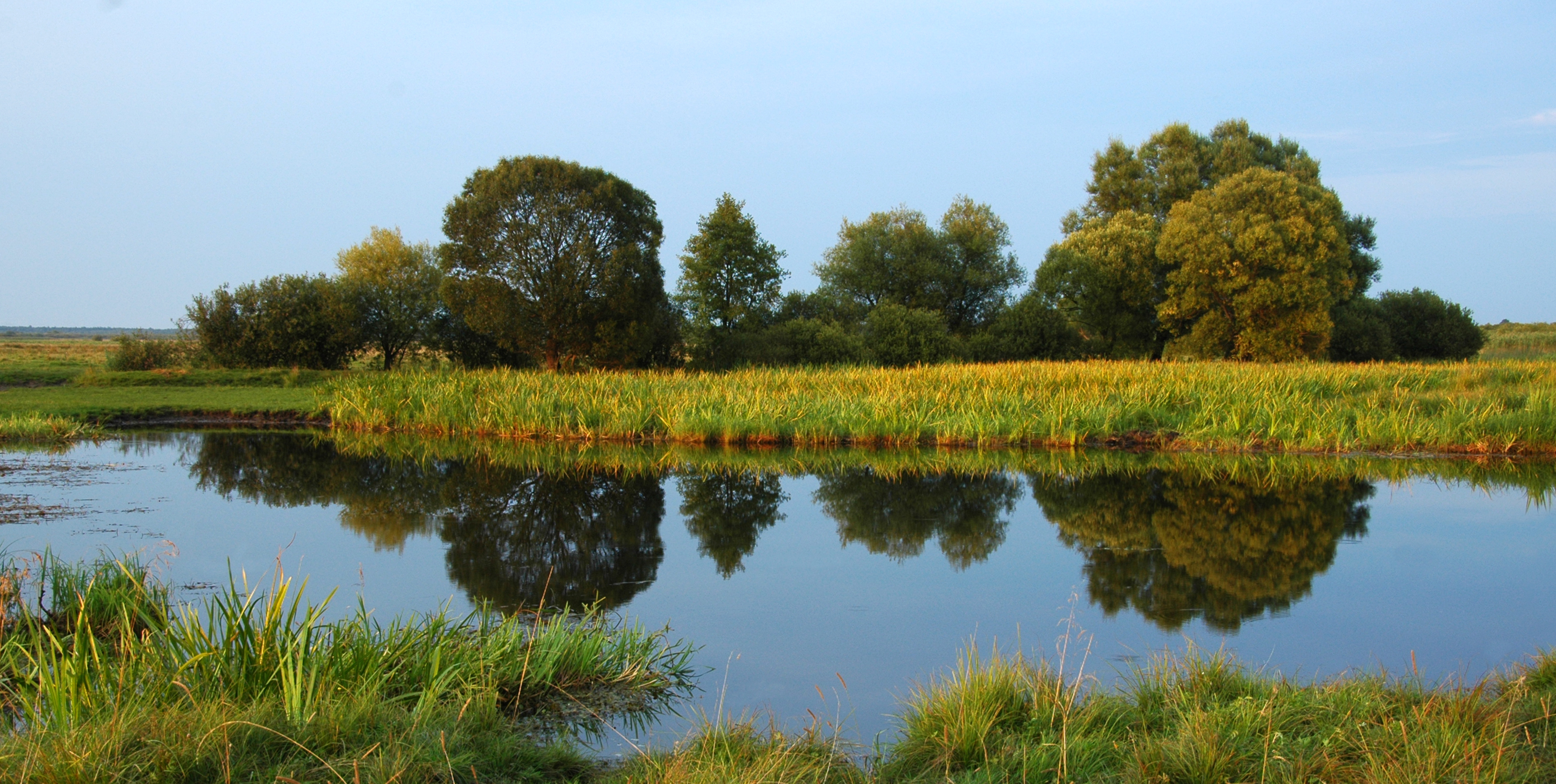
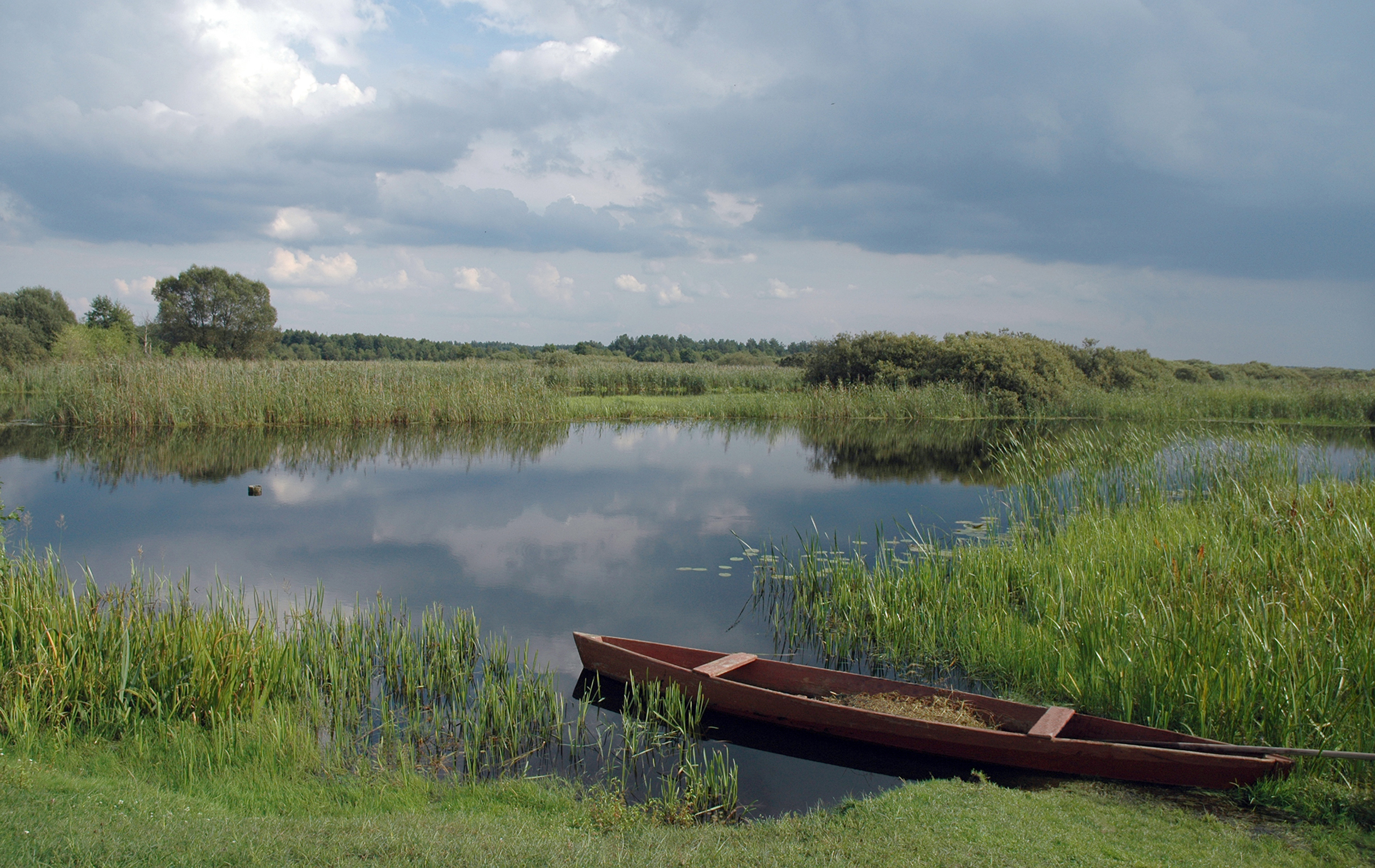
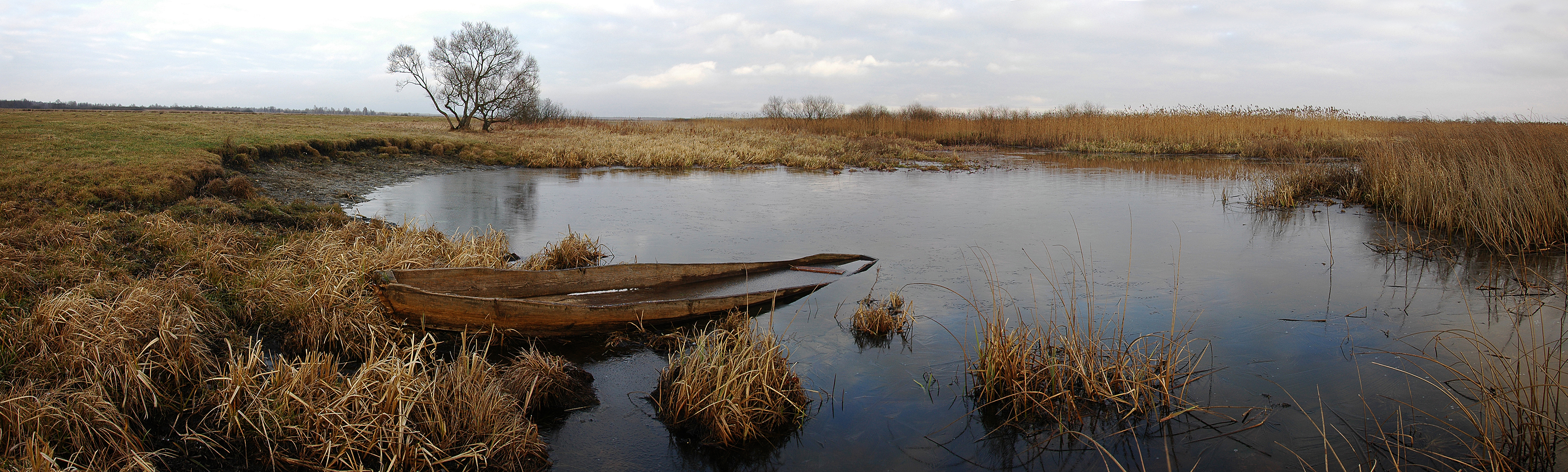
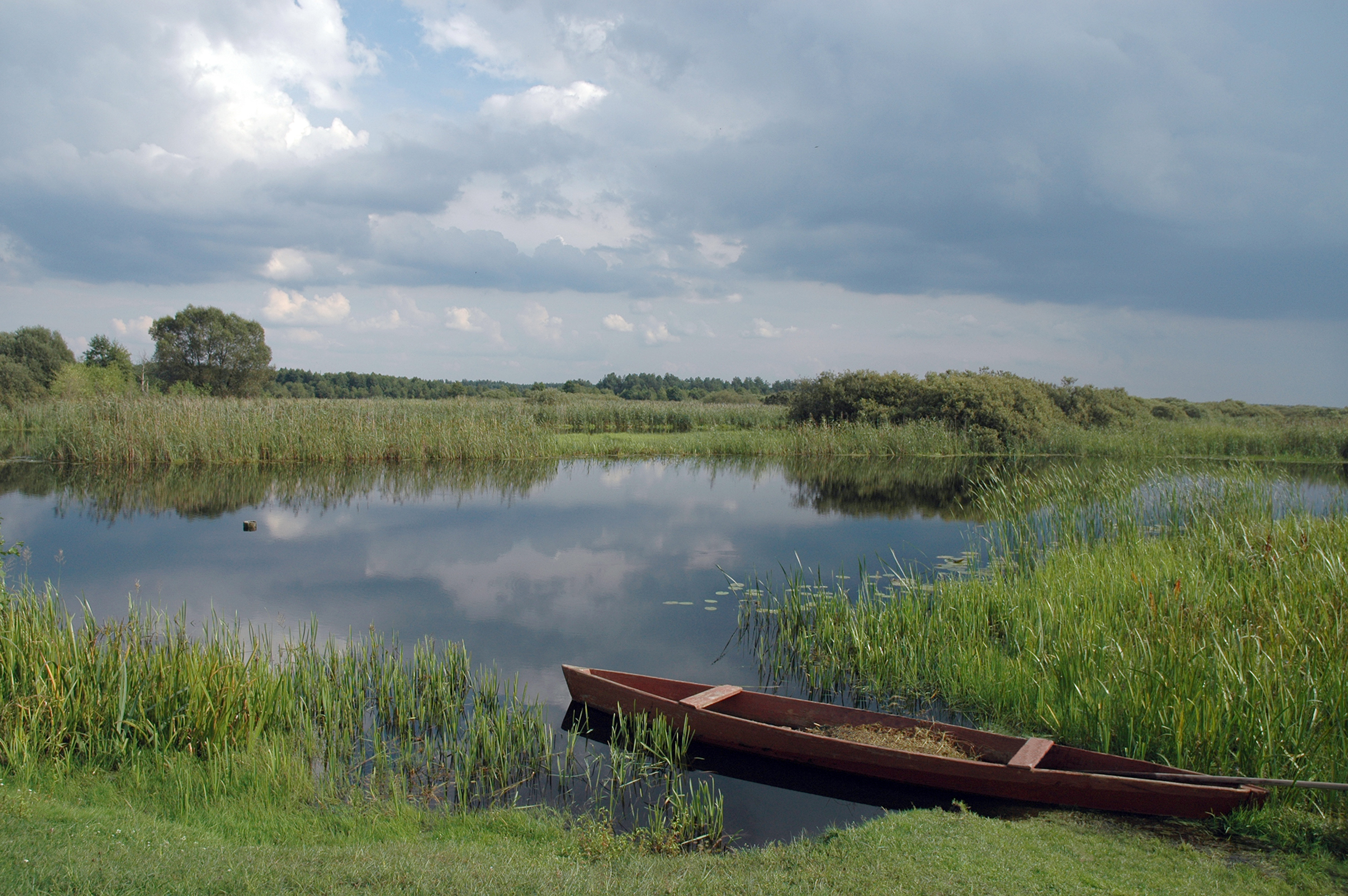
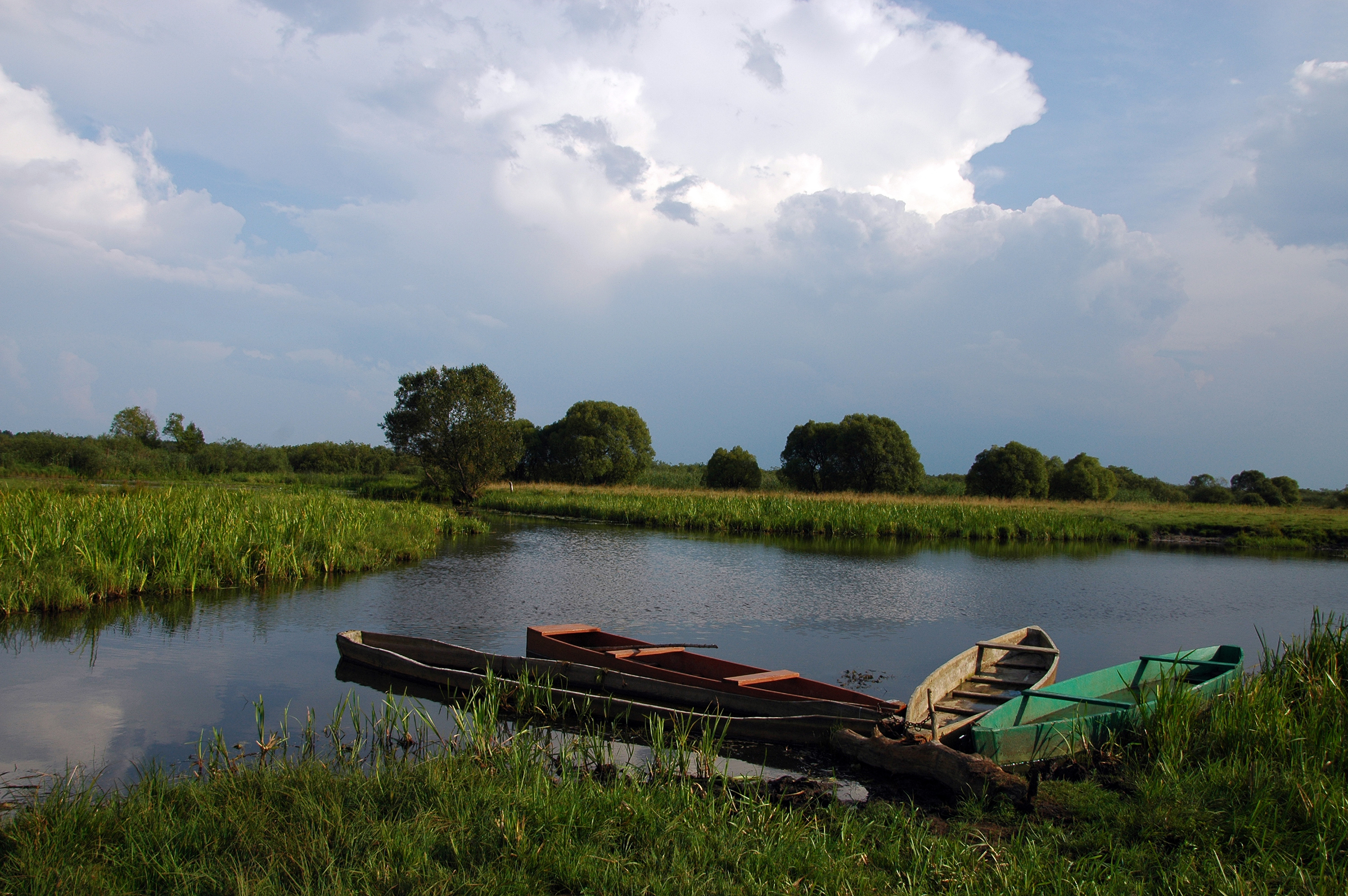
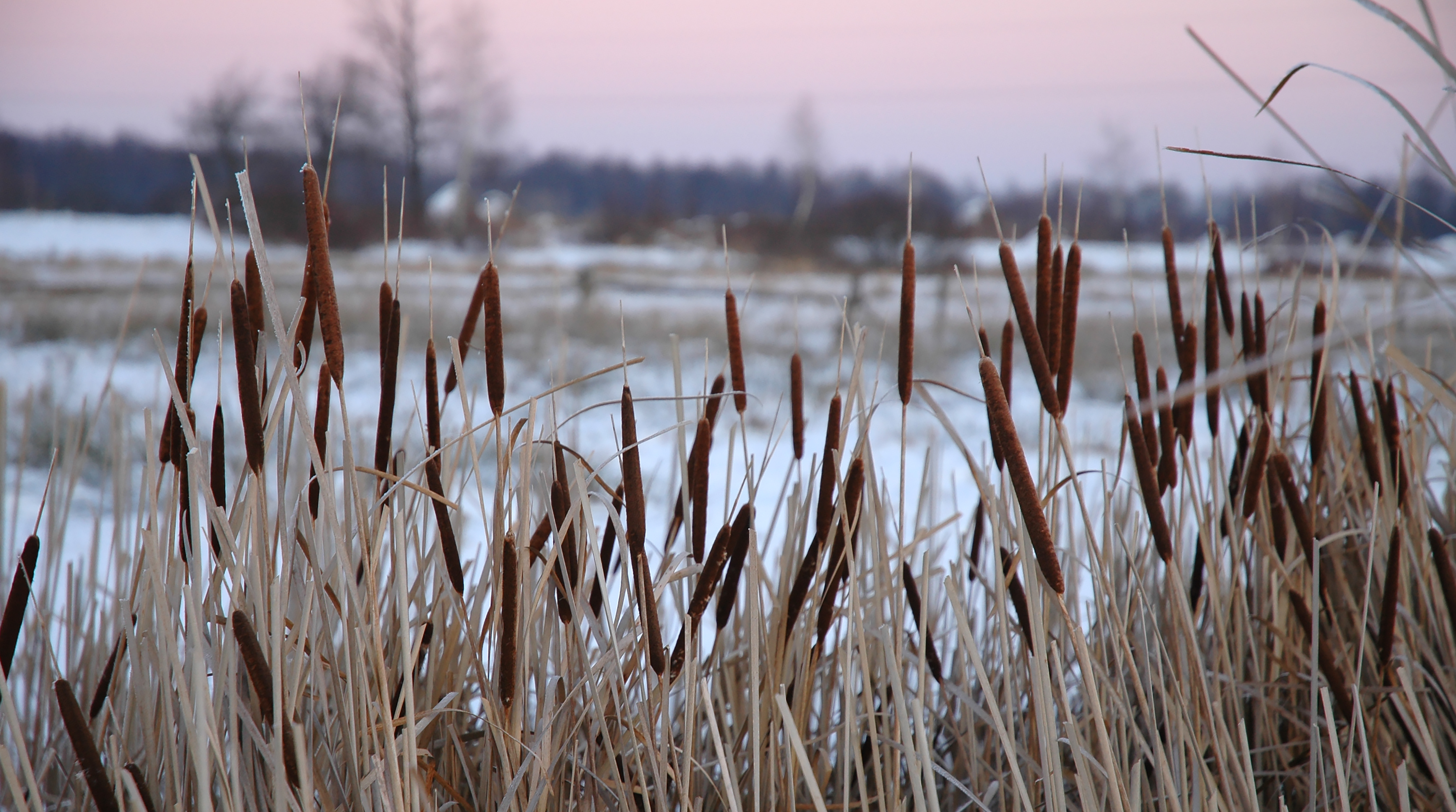
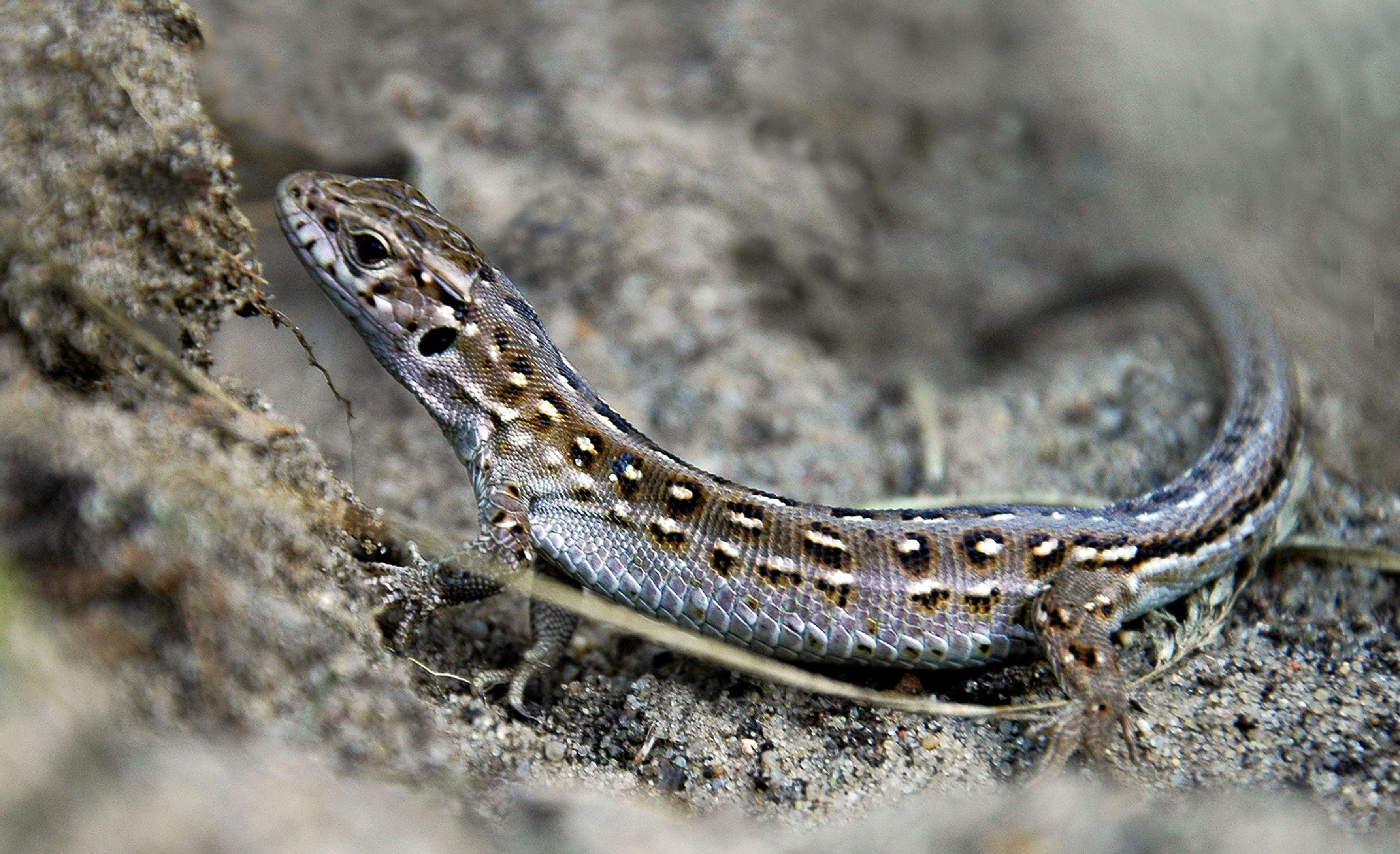
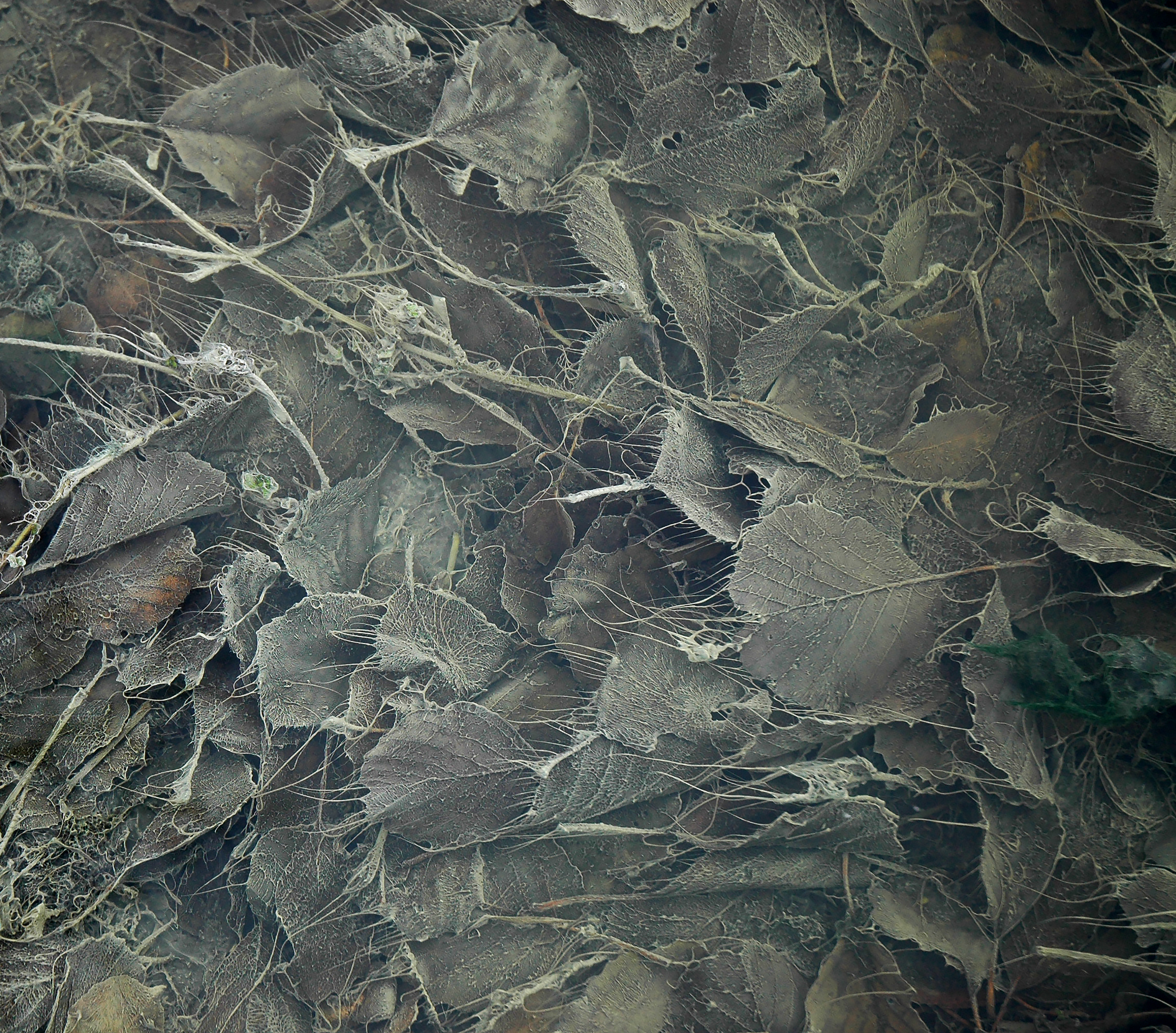
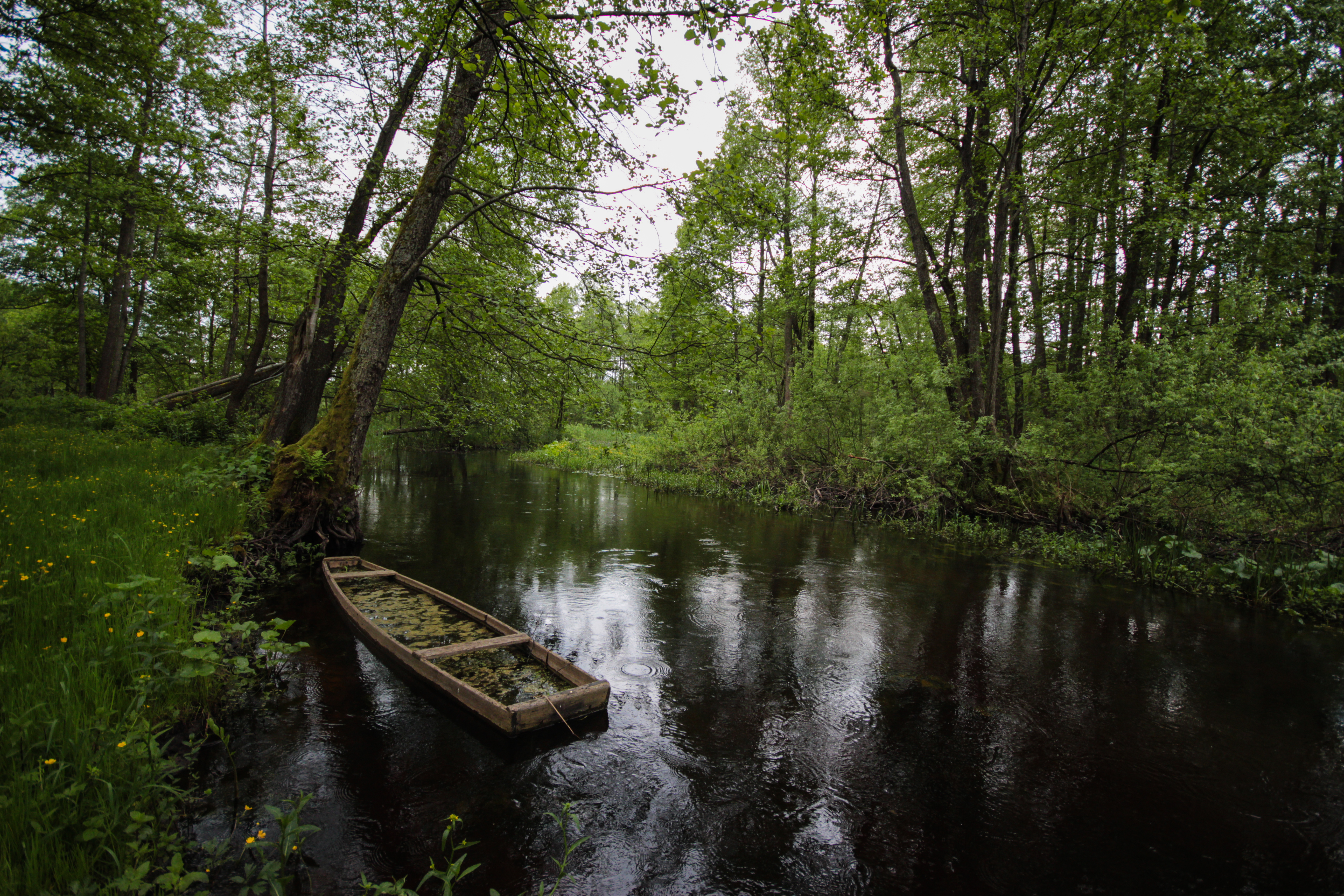
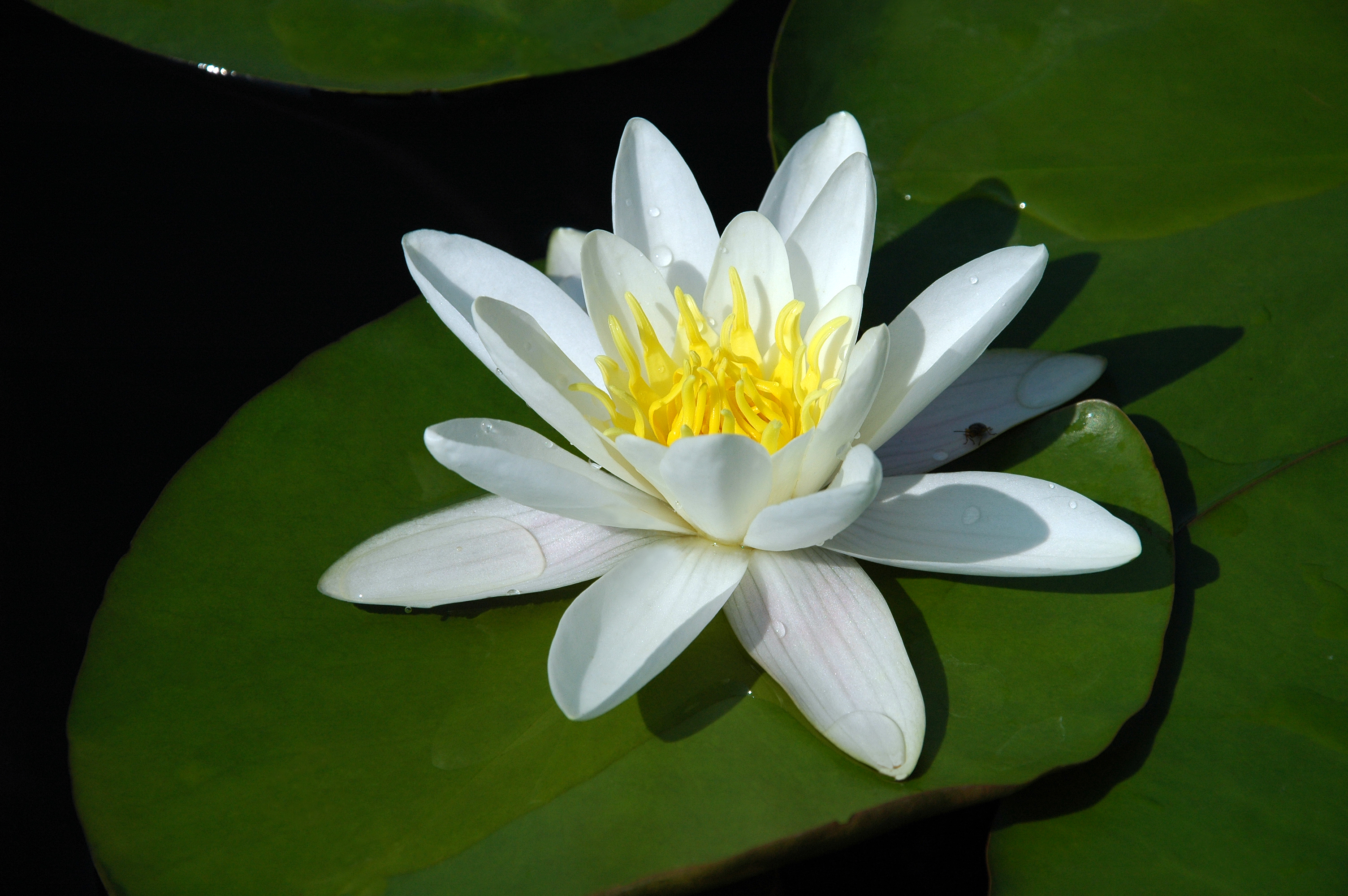